# فرودگاه ولز، انگلستان
فرودگاه ولز، انگلستان (به انگلیسی: Wellsville Municipal Airport) یک فرودگاه همگانی با کد یاتا ELZ است که یک باند فرود آسفالت دارد و طول باند آن ۱۶۱۶ متر است. این فرودگاه در کشور ایالات متحده آمریکا قرار دارد و در ارتفاع ۶۴۷٫۴ متری از سطح دریا واقع شده‌است.